# VM i fodbold for kvinder 2007
VM i fodbold for kvinder 2007 var det femte officielle VM for kvinder i FIFA-regi. Slutrunden fandt sted i Kina i perioden 10. – 30. september 2007.
Verdensmesterskabet blev vundet af Tyskland, som dermed forsvarede den VM-titel som holdet vandt fire år tidligere ved VM 2003. Det tyske hold var helt suverænt og lukkede ikke ét eneste mål ind i løbet af slutrunden. I holdets seks kampe blev det til fem sejre og én uafgjort med en samlet målscore på 21-0. I finalen besejrede tyskerne Brasilien med 2-0. Sølvmedaljerne var sydamerikanernes bedste placering ved en VM indtil da. Bronzemedaljerne gik for andet VM i træk til USA, som slog Norge 4-1 i bronzekampen.
For første gang siden VM 1999 havde Danmark kvalificeret sig til en VM-slutrunde. I den indledende runde opnåede danskerne én sejr (2-0 over New Zealand) og to nederlag (2-3 mod Kina og 0-1 mod Brasilien), og dermed endte Danmark på tredjepladsen i gruppen og gik derfor ikke videre til kvartfinalerne.
Inden Danmarks første kamp, der var mod Kina, opdagede det danske landshold at deres taktikmøde blev videofilmet fra et kamera, der var gemt bag et spejl. Det var ikke klart hvem der stod bag spionagen. Efter kampen mellem Danmark og Kina blev den danske landstræner, Kenneth Heiner-Møller, idømt karantæne fordi han ifølge fjerdedommeren havde skubbet hende. Han måtte derfor se de efterfølgende to kampe fra tribunen.
For de europæiske hold gjaldt VM-slutrunden endvidere som kvalifikation til den olympiske fodboldturnering ved OL i Beijing 2008. UEFA havde besluttet, at de tre bedst placerede europæiske hold kvalificerede sig til OL-turneringen. Dog kunne England ikke kvalificere sig, da IOC ikke anerkendte et hold fra en del af Storbritannien (Det Forenede Kongerige). Resultaterne betød, at Tyskland og Norge kvalificerede sig til OL, mens Danmark og Sverige efter VM måtte ud i playoff-kampe om den sidste plads, idet begge hold ikke gik videre fra den indledende runde.

## Slutrunde
Kina var VM-værtsland for anden gang, idet landet også arrangerede det første VM i 1991. Oprindeligt skulle Kina have afholdt VM i fodbold for kvinder 2003, men et udbrud af SARS i landet medførte, at slutrunden blev flyttet til USA. Efter flytningen blev det bestemt, at Kina skulle afholde mesterskabet i 2007, uden at andre lande kunne kandidere.
Slutrunden havde deltagelse af 16 landshold, hvoraf de 15 havde kvalificeret sig fra de kontinentale kvalifikationsturneringer, mens det sidste – Kina – som værtsland var automatisk kvalificeret.
Den 22. april 2007 blev der i Wuhan foretaget lodtrækning til inddelingen af grupper i den indledende runde. Fire af holdene var seedet, og kunne dermed ikke ende i samme gruppe: Kina (som værtsland), Tyskland (som forsvarende verdensmester) samt USA og Norge (de to bedste hold på FIFA's verdensrangliste). Derudover kunne to hold fra samme FIFA-konføderation ikke placeres i samme gruppe, bortset fra at én af grupperne måtte bestå af to hold fra UEFA (Europa). Resultatet af lodtrækningen blev (med seedede hold fremhævet med fed skrift):
| Gruppe A  |
| --------- |
| Tyskland  |
| Japan     |
| England   |
| Argentina |

| Gruppe B  |
| --------- |
| Nigeria   |
| USA       |
| Nordkorea |
| Sverige   |

| Gruppe C   |
| ---------- |
| Norge      |
| Ghana      |
| Australien |
| Canada     |

| Gruppe D    |
| ----------- |
| Kina        |
| New Zealand |
| Brasilien   |
| Danmark     |

Gruppe B fik nøjagtig samme sammensætning som gruppe A ved VM i 2003. Ved det tilfælde vandt USA gruppen foran Sverige, Nordkorea og Nigeria.

## Kvalifikation
Kina var som værtsland automatisk kvalificeret til slutrunden. De 15 øvrige deltagere blev fundet efter følgende fordelingsnøgle:
| - 5 fra UEFA (Europa) - 2½ fra AFC (Asien) - 2 fra CAF (Afrika) | - 2 fra CONMEBOL (Sydamerika) - 2½ fra CONCACAF (Nordamerika, Mellemamerika og Caribien) - 1 fra OFC (Oceanien). |

Den 16. deltager blev fundet i en playoff-kamp mellem nummer tre fra AFC og nummer tre fra CONCACAF.

### Kvalificerede hold
Følgende hold har kvalificeret sig til VM-slutrunden:
| Afrika            | Asien                                          | Europa                                           | Nordamerika    | Oceanien      | Sydamerika              |
| - Ghana - Nigeria | - Kina (vært) - Australien - Japan - Nordkorea | - Norge - Sverige - Tyskland - Danmark - England | - USA - Canada | - New Zealand | - Argentina - Brasilien |

### Afrika
32 landshold deltog i det afrikanske mesterskab i 2006, der fungerede som kvalifikationsturnering, og holdene spillede om to pladser ved VM-slutrunden. Oprindeligt skulle mesterskabet have været afholdt i Gabon, men af "organisatoriske årsager" trak Gabon sig som vært for turneringen. I stedet overtog Nigeria værtskabet, og mesterskabet blev spillet 28. oktober – 11. november 2006.
Den 7. november 2006 kvalificerede Nigeria og Ghana sig til VM-slutrunden ved at vinde hver deres semifinalekamp.

### Asien
I Asien fungerede AFC Women's Championship 2006 som kvalifikationsturnering. Kina var automatisk kvalificeret til VM-slutrunden som værtsland, og de resterende hold spillede om yderligere to pladser ved VM-slutrunden samt en plads i playoff-kampen mod et hold fra CONCACAF.
Mesterskabet skulle have været afviklet i Japan, men efter at Football Federation Australia skiftede fra OFC til AFC, blev Australien ekstraordinært tilmeldt slutrunden og overtog samtidig værtskabet. Turneringen blev afholdt i Adelaide i perioden 16. – 30. juli 2006.
Mesterskabet blev vundet af Kina, der som værtsland allerede var kvalificeret til VM-slutrunden, så de to asiatiske kvalifikationspladser gik til nr. 2, Australien, og nr. 3, Nordkorea. Japan blev nr. 4 og gik dermed videre til playoff-kampen mod Mexico, som blev nr. 3 i CONCACAF's kvalifikation.

### Europa
De 25 højst rangerede europæiske hold spillede om fem pladser ved VM-slutrunden. Holdene blev inddelt i fem grupper med fem hold, hvorfra vinderne kvalificerede sig til VM. Kampene blev spillet i perioden 9. juli 2005 – 30. september 2006.
De fem gruppevindere blev Norge, Sverige, Danmark, Tyskland og England.

### Nordamerika
CONCACAF Women's Gold Cup 2006 fungerede som kvalifikationsturnering i Nordamerika, Mellemamerika og Caribien. Ud over USA og Canada deltog to hold fra Mellemamerika (Mexico og Panama) og to hold fra Caribien (Jamaica og Trinidad & Tobago) fra de regionale kvalifikationsturneringer.
USA vandt Gold Cup efter finalesejr på 2-1 over Canada, og de to nordamerikanske hold kvalificerede sig dermed til VM-slutrunden. Tredjepladsen gik til Mexico, der dermed gik videre til playoff-kampen mod Japan.

### Oceanien
Oceaniens ene VM-plads gik til vinderen af OFC Women's Championship 2007, som blev afviklet i Papua Ny Guinea den 9. – 13. april 2007. Og New Zealand blev en sikker vinder af mesterskabet, der havde deltagelse af fire hold.

### Sydamerika
Oprindeligt skulle CONMEBOL's kvalifikation have været afviklet i forbindelse med de sydamerikanske lege 2006 i Buenos Aires, men eftersom fodbold blev droppet fra programmet, overtog Sudamericana Feminino 2006 rollen som kvalifikationsturnering.
Ti hold spillede om to pladser ved slutrunden, og det blev Argentina og Brasilien der satte sig på de to pladser.

### Playoff
Den sidste ledige plads ved VM-slutrunden blev afgjort i playoff over to kampe mellem nr. 3 fra CONCACAF, Mexico, og nr. 3 fra AFC, Japan. Kampene blev afviklet i marts 2007.
| Dato  | Kamp           | Res. | Spillested                   |
| ----- | -------------- | ---- | ---------------------------- |
| 10.3. | Japan - Mexico | 2-0  | Komazawa Stadion, Tokyo      |
| 17.3. | Mexico - Japan | 2-1  | Estadio Nemesio Díez, Toluca |

Japan vandt samlet med 3-2 og indtog dermed den sidste plads ved VM-slutrunden.

## Indledende runde
De 16 landshold er inddelt i fire grupper, hvorfra de to bedste i hver gruppe går videre til kvartfinalerne.

### Gruppe A
| Dato          | Kamp                 | Res. | By       |
| ------------- | -------------------- | ---- | -------- |
| 10. september | Tyskland - Argentina | 11-0 | Shanghai |
| 11. september | Japan - England      | 2-2  | Shanghai |
| 14. september | Argentina - Japan    | 0-1  | Shanghai |
| 14. september | England - Tyskland   | 0-0  | Shanghai |
| 17. september | England - Argentina  | 6-1  | Chengdu  |
| 17. september | Tyskland - Japan     | 2-0  | Hangzhou |

| Land      | Kampe | Mål  | Point |
| --------- | ----- | ---- | ----- |
| Tyskland  | 3     | 13-0 | 7     |
| England   | 3     | 8-3  | 5     |
| Japan     | 3     | 3-4  | 4     |
| Argentina | 3     | 1-18 | 0     |

### Gruppe B
| Dato          | Kamp                | Res. | By       |
| ------------- | ------------------- | ---- | -------- |
| 11. september | USA - Nordkorea     | 2-2  | Chengdu  |
| 11. september | Nigeria - Sverige   | 1-1  | Chengdu  |
| 14. september | Sverige - USA       | 0-2  | Chengdu  |
| 14. september | Nordkorea - Nigeria | 2-0  | Chengdu  |
| 18. september | Nordkorea - Sverige | 1-2  | Tianjin  |
| 18. september | Nigeria - USA       | 0-1  | Shanghai |

| Land      | Kampe | Mål | Point |
| --------- | ----- | --- | ----- |
| USA       | 3     | 5-2 | 7     |
| Nordkorea | 3     | 5-4 | 4     |
| Sverige   | 3     | 3-4 | 4     |
| Nigeria   | 3     | 1-4 | 1     |

### Gruppe C
| Dato          | Kamp                | Res. | By       |
| ------------- | ------------------- | ---- | -------- |
| 12. september | Ghana - Australien  | 1-4  | Hangzhou |
| 12. september | Norge - Canada      | 2-1  | Hangzhou |
| 15. september | Canada - Ghana      | 4-0  | Hangzhou |
| 15. september | Australien - Norge  | 1-1  | Hangzhou |
| 20. september | Australien - Canada | 2-2  | Chengdu  |
| 20. september | Norge - Ghana       | 7-2  | Hangzhou |

| Land       | Kampe | Mål  | Point |
| ---------- | ----- | ---- | ----- |
| Norge      | 3     | 10-4 | 7     |
| Australien | 3     | 7-4  | 5     |
| Canada     | 3     | 7-4  | 4     |
| Ghana      | 3     | 3-15 | 0     |

### Gruppe D
| Dato          | Kamp                    | Res. | By       |
| ------------- | ----------------------- | ---- | -------- |
| 12. september | New Zealand - Brasilien | 0-5  | Wuhan    |
| 12. september | Kina - Danmark          | 3-2  | Wuhan    |
| 15. september | Danmark - New Zealand   | 2-0  | Wuhan    |
| 15. september | Brasilien - Kina        | 4-0  | Wuhan    |
| 20. september | Kina - New Zealand      | 2-0  | Tianjin  |
| 20. september | Brasilien - Danmark     | 1-0  | Hangzhou |

| Land        | Kampe | Mål  | Point |
| ----------- | ----- | ---- | ----- |
| Brasilien   | 3     | 10-0 | 9     |
| Kina        | 3     | 5-6  | 6     |
| Danmark     | 3     | 4-4  | 3     |
| New Zealand | 3     | 0-9  | 0     |

De sidste to kampe i gruppe C og D skulle egentlig have været afviklet den 19. september. Men først blev kampene Norge – Ghana og Brasilien – Danmark flyttet til den 20. september på grund af tyfonen Wiphas indtog i Østkina. Senere meddelte FIFA, at man efter protest fra bl.a. det kinesiske og svenske landshold havde besluttet også at flytte kampene Australien – Canada og Kina – New Zealand til den 20. september, således at de sidste to kampe i hver gruppe blev afviklet samtidig som oprindeligt planlagt. Kina og Sverige mente, at det danske landshold ville få en unfair fordel ved at kunne spille den sidste kamp med kendskab til resultatet af Kinas sidste kamp.

## Slutspil

### Kvartfinaler
| Dato          | Kamp                   | Res. | By      |
| ------------- | ---------------------- | ---- | ------- |
| 22. september | Tyskland - Nordkorea   | 3-0  | Wuhan   |
| 22. september | USA - England          | 3-0  | Tianjin |
| 23. september | Norge - Kina           | 1-0  | Wuhan   |
| 23. september | Brasilien - Australien | 3-2  | Tianjin |

### Semifinaler
| Dato          | Kamp             | Res. | By       |
| ------------- | ---------------- | ---- | -------- |
| 26. september | Tyskland - Norge | 3-0  | Tianjin  |
| 27. september | USA - Brasilien  | 0-4  | Hangzhou |

### Bronzekamp
| Dato          | Kamp        | Res. | By       |
| ------------- | ----------- | ---- | -------- |
| 30. september | Norge - USA | 1-4  | Shanghai |

### Finale
| Dato          | Kamp                 | Res. | By       |
| ------------- | -------------------- | ---- | -------- |
| 30. september | Tyskland - Brasilien | 2-0  | Shanghai |

## Statistik

### Målscorere
Der blev scoret 111 mål  i 32 kampe, i gennemsnit 3.47 mål pr. kamp. Marta fra Brasilien vandt Guldskoen for at score syv mål.
7 mål
- Marta

6 mål
- Ragnhild Gulbrandsen
- Abby Wambach

5 mål
- Birgit Prinz
- Cristiane

4 mål
- Lisa De Vanna
- Kelly Smith
- Renate Lingor

3 mål
- Christine Sinclair
- Sandra Smisek

2 mål
- Li Jie
- Cathrine Paaske Sørensen
- Melanie Behringer
- Kerstin Garefrekes
- Aya Miyama
- Isabell Herlovsen
- Ane Stangeland Horpestad
- Lotta Schelin
- Lori Chalupny
- Heather O'Reilly

1 mål
- Eva González
- Heather Garriock
- Collette McCallum
- Cheryl Salisbury
- Sarah Walsh
- Lauren Colthorpe
- Formiga
- Daniela
- Pretinha
- Renata Costa
- Candace-Marie Chapman
- Martina Franko
- Sophie Schmidt
- Melissa Tancredi
- Bi Yan
- Song Xiaoli
- Xie Caixia
- Anne Dot Eggers Nielsen
- Katrine Pedersen
- Vicky Exley
- Jill Scott
- Fara Williams
- Annike Krahn
- Simone Laudehr
- Martina Müller
- Kerstin Stegemann
- Anita Amankwa
- Adjoa Bayor
- Florence Okoe
- Yuki Nagasato
- Cynthia Uwak
- Kil Son Hui
- Kim Yong Ae
- Kim Kyong Hwa
- Ri Kum Suk
- Ri Un Suk
- Lise Klaveness
- Lene Storløkken
- Victoria Svensson
- Shannon Boxx
- Kristine Lilly

1 selvmål
- Eva González (mod England)
- Trine Rønning (mod Tyskland)
- Leslie Osborne (mod Brasilien)

### Assists
3 assist
- Kara Lang
- Kerstin Garefrekes
- Renate Lingor
- Kristine Lilly

2 assist
- Heather Garriock
- Cristiane
- Formiga
- Marta
- Melanie Behringer
- Sandra Smisek
- Camilla Huse
- Leni Larsen Kaurin
- Cat Whitehill

1 assist
- Dianne Alagich
- Lisa De Vanna
- Caitlin Munoz
- Sarah Walsh
- Daniela
- Elaine
- Candace Chapman
- Kristina Kiss
- Christine Sinclair
- Ma Xiaoxu
- Zhou Gaoping
- Stine Dimun
- Katrine Pedersen
- Johanna Rasmussen
- Karen Carney
- Rachel Yankey
- Simone Laudehr
- Birgit Prinz
- Kerstin Stegemann
- Adjoa Bayor
- Gunhild Følstad
- Solveig Gulbrandsen
- Siri Nordby
- Ingvild Stensland
- Frida Östberg
- Therese Sjögran
- Victoria Svensson
- Lori Chalupny
- Abby Wambach

Kilde: FIFA Technical Report

### Hæderspriser
Følgende priser blev givet ved turneringens afslutning. FIFA.com shortlisted ten goals for users to vote on as the Goal of the Tournament. The Most Entertaining Team award was also decided by a poll on FIFA.com.
| Guldbolden                                        | Sølvbolden      | Bronzebolden         |
| ------------------------------------------------- | --------------- | -------------------- |
| Marta                                             | Birgit Prinz    | Cristiane            |
| Guldskoen                                         | Sølvskoen       | Bronzeskoen          |
| Marta                                             | Abby Wambach    | Ragnhild Gulbrandsen |
| 7 mål, 5 assists                                  | 6 mål, 1 assist | 6 mål, 0 assists     |
| Bedste målmand                                    |                 |                      |
| Nadine Angerer                                    |                 |                      |
| Turneringens mål                                  |                 |                      |
| Marta                                             |                 |                      |
| 79' for 4–0 i semifinalen mod USA (27. september) |                 |                      |
| FIFA Fair Play Award                              |                 |                      |
| Norge                                             |                 |                      |
| Mest underholdende hold                           |                 |                      |
| Brasilien                                         |                 |                      |

#### All-Star Hold
| Målmænd                     | Forsvarere                                                      | Midtbanespillere                                                           | Angribere                                  |
| --------------------------- | --------------------------------------------------------------- | -------------------------------------------------------------------------- | ------------------------------------------ |
| Nadine Angerer Bente Nordby | Ariane Hingst Li Jie Ane Stangeland Horpestad Kerstin Stegemann | Daniela Formiga Kelly Smith Renate Lingor Ingvild Stensland Kristine Lilly | Lisa De Vanna Marta Cristiane Birgit Prinz |

### Turneringens rankning
Per statistical convention in football, matches decided in extra time are counted as wins and losses, while matches decided by penalty shoot-outs are counted as draws.

| Pos | Hold        | K | V | U | T | M+ | M- | MF  | P  | Endeligt resultat        |
| --- | ----------- | - | - | - | - | -- | -- | --- | -- | ------------------------ |
| 1   | Tyskland    | 6 | 5 | 1 | 0 | 21 | 0  | +21 | 16 | Mestre                   |
| 2   | Brasilien   | 6 | 5 | 0 | 1 | 17 | 4  | +13 | 15 | Toer                     |
| 3   | USA         | 6 | 4 | 1 | 1 | 12 | 7  | +5  | 13 | Tredjeplads              |
| 4   | Norge       | 6 | 3 | 1 | 2 | 12 | 11 | +1  | 10 | Fourth place             |
|     |             |   |   |   |   |    |    |     |    |                          |
| 5   | Kina        | 4 | 2 | 0 | 2 | 5  | 7  | −2  | 6  | Udslået i kvartfinalerne |
| 6   | Australien  | 4 | 1 | 2 | 1 | 9  | 7  | +2  | 5  | Udslået i kvartfinalerne |
| 7   | England     | 4 | 1 | 2 | 1 | 8  | 6  | +2  | 5  | Udslået i kvartfinalerne |
| 8   | Nordkorea   | 4 | 1 | 1 | 2 | 5  | 7  | −2  | 4  | Udslået i kvartfinalerne |
|     |             |   |   |   |   |    |    |     |    |                          |
| 9   | Canada      | 3 | 1 | 1 | 1 | 7  | 4  | +3  | 4  | Udslået i gruppespillet  |
| 10  | Japan       | 3 | 1 | 1 | 1 | 3  | 4  | −1  | 4  | Udslået i gruppespillet  |
| 10  | Sverige     | 3 | 1 | 1 | 1 | 3  | 4  | −1  | 4  | Udslået i gruppespillet  |
| 12  | Danmark     | 3 | 1 | 0 | 2 | 4  | 4  | 0   | 3  | Udslået i gruppespillet  |
| 13  | Nigeria     | 3 | 0 | 1 | 2 | 1  | 4  | −3  | 1  | Udslået i gruppespillet  |
| 14  | New Zealand | 3 | 0 | 0 | 3 | 0  | 9  | −9  | 0  | Udslået i gruppespillet  |
| 15  | Ghana       | 3 | 0 | 0 | 3 | 3  | 15 | −12 | 0  | Udslået i gruppespillet  |
| 16  | Argentina   | 3 | 0 | 0 | 3 | 1  | 18 | −17 | 0  | Udslået i gruppespillet  |

## Præmier
Alle holdene får en økonomisk gevinst af deltagelsen i slutrunden (i amerikanske dollars):
- Guldvinder: 1.000.000
- Sølvvinder: 800.000
- Bronzevinder: 650.000
- Nr. 4: 550.000
- Kvartfinalist: 300.000
- Slået ud efter gruppespil: 200.000